# Bisdom Lausanne, Genève en Fribourg

Bisdom in Zwitserland

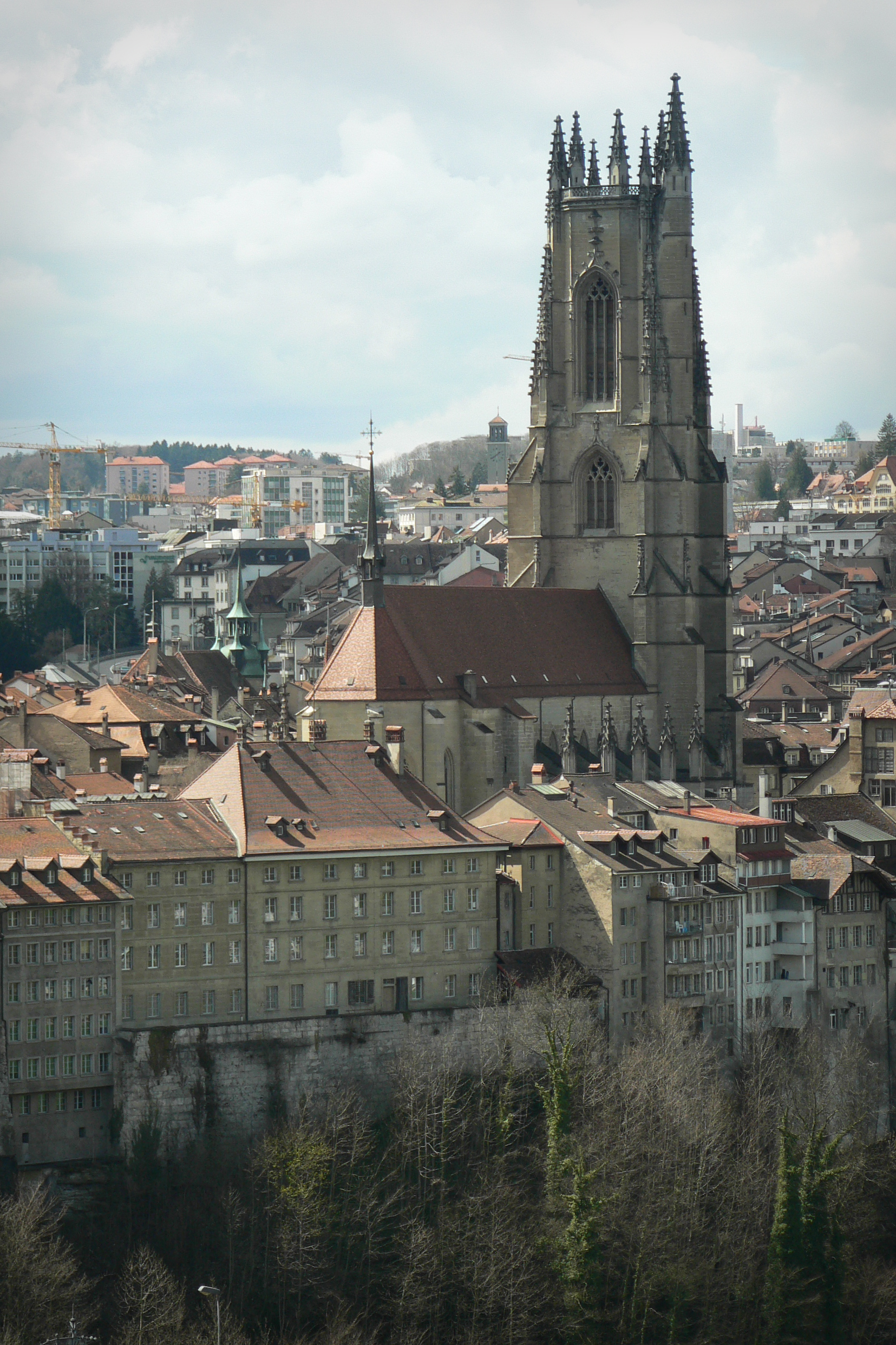
Kathedraal van Fribourg

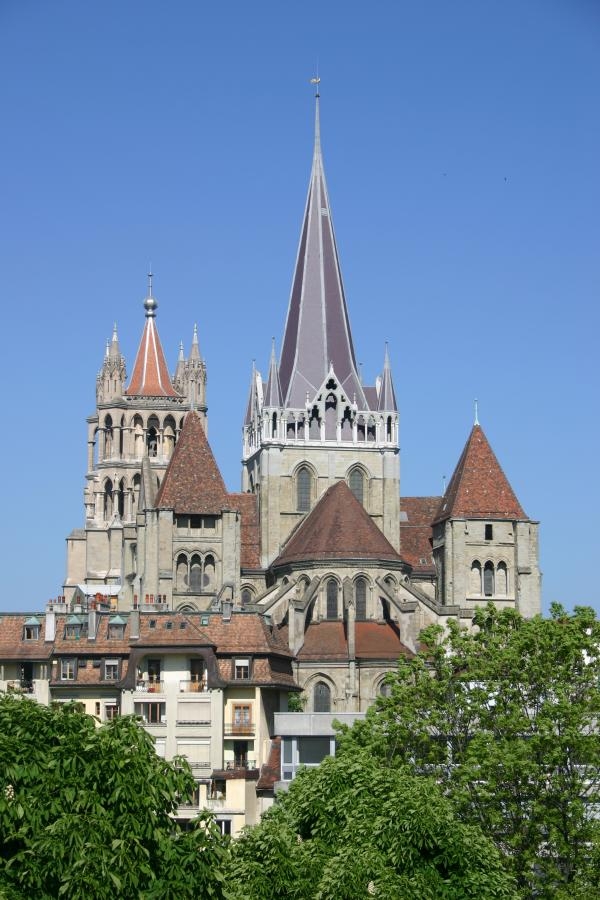
Kathedraal van Lausanne

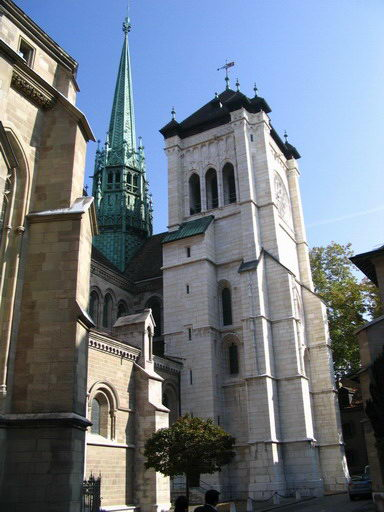
Kathedraal van Genève

Het bisdom Lausanne, Genève en Fribourg (Latijn: Dioecesis Lausannensis, Genevensis, et Friburgensis) is een van de zes rooms-katholieke bisdommen in Zwitserland. De zes bisdommen vormen samen met de abdijen van Einsiedeln en Sint-Mauritius de Zwitserse Bisschoppenconferentie.

## Gebied
Het bisdom beslaat het gebied dat overeenkomt met de huidige kantons Genève, Vaud, Neuchâtel en Fribourg en is in 1821 ontstaan door de fusie van de toenmalige bisdommen Lausanne en Genève. Het bisdom kreeg zijn huidige naam in 1924 toen de toenmalige stichtkerk in Fribourg, die gewijd was aan Nicolaas van Myra, werd gemoderniseerd tot basiliek. De naam van het bisdom verwijst naar die steden, waar een rooms-katholieke basiliek gebouwd is.

## Bisschop van Lausanne-Genève vanaf 1821
- 1815–1845 Pierre-Tobie Yenni
- 1846–1879 Etienne Marilley
- 1879–1882 Christophore Cosandey
- 1883–1891 Gaspard Mermillod
- 1891–1911 Joseph Déruaz
- 1911–1915 André-Maurice Bovet
- 1915–1920 Placide Colliard

## Bisschop van Lausanne-Genève-Fribourg vanaf 1924
- 1920–1945 Marius Besson
- 1945–1970 François Charrière
- 1970–1995 Pierre Mamie
- 1995–1998 Amédée Grab (Apostolische administrateur van Chur)
- 1999–2010 Bernard Genoud
- 2011-heden Charles Morerod OP